# Nano Mesa
Alexander Mesa Travieso (San Cristóbal de La Laguna, Santa Cruz de Tenerife, 5 de febrero de 1995), conocido como Nano Mesa, es un futbolista español que juega como delantero.

## Trayectoria
Formado en las divisiones inferiores del C. D. Tenerife, en la temporada 2012-13 debutó con el C. D. Tenerife "B" en la Tercera División. El 30 de diciembre de 2013 fue ascendido al primer equipo. Jugó su primer partido como profesional el 18 de enero de 2014 en una derrota de su equipo por 0-4 frente a la A. D. Alcorcón.
Durante la temporada 2014-15 fue cedido en el C. E. L'Hospitalet de la Segunda División B. En la campaña siguiente se incorporó plenamente a la plantilla del Tenerife.
En agosto de 2016 fichó por la S. D. Eibar, con quien debutó en Primera División en la jornada 5 de la temporada 2016-17. En este partido también anotó su primer gol en la categoría, aunque su equipo fue derrotado por 2-1 ante el Málaga C. F.
De cara a la temporada 2017-18 fue cedido al Levante U. D., aunque el 31 de enero de 2018 se desvinculó del club granota para ser prestado nuevamente al Real Sporting de Gijón hasta el final de la campaña. En agosto del mismo año el Eibar lo cedió al Tenerife.
En agosto de 2019 fue cedido de nuevo al Cádiz C. F. Contribuyó con tres goles al ascenso de categoría y en agosto de 2020 aseguró su continuidad en el club hasta junio de 2024.
El 31 de enero de 2021 llegó como cedido a la U. D. Logroñés. A finales de agosto volvió a salir en forma de cesión, siendo el Real Zaragoza su destino. Tras este segundo préstamo volvió a Cádiz antes de abandonar definitivamente el club en el mes de julio.

## Estadísticas
Actualizado al último partido disputado el 17 de abril de 2022.
| C. D. Tenerife "B" · España     | 3.ª           | 2012-13       | Sin información | Sin información | 3  | 1 | — | — | 3   | 1  |
| C. D. Tenerife "B" · España     | 3.ª           | 2013-14       | Sin información | Sin información | 1  | 0 | — | — | 1   | 0  |
| C. D. Tenerife "B" · España     | Total club    | Total club    | 0               | 0               | 4  | 1 | 0 | 0 | 4   | 1  |
| C. D. Tenerife · España         | 2.ª           | 2013-14       | 10              | 0               | 0  | 0 | — | — | 10  | 0  |
| C. E. L'Hospitalet · España     | 2.ª B         | 2014-15       | 22              | 3               | 3  | 1 | — | — | 25  | 4  |
| C. E. L'Hospitalet · España     | Total club    | Total club    | 22              | 3               | 3  | 1 | 0 | 0 | 25  | 4  |
| C. D. Tenerife · España         | 2.ª           | 2015-16       | 35              | 14              | 0  | 0 | — | — | 35  | 14 |
| S. D. Eibar · España            | 1.ª           | 2016-17       | 6               | 1               | 5  | 1 | — | — | 11  | 2  |
| S. D. Eibar · España            | Total club    | Total club    | 6               | 1               | 5  | 1 | 0 | 0 | 11  | 2  |
| Levante U. D. · España          | 1.ª           | 2017-18       | 9               | 0               | 2  | 0 | — | — | 11  | 0  |
| Levante U. D. · España          | Total club    | Total club    | 9               | 0               | 2  | 0 | 0 | 0 | 11  | 0  |
| Real Sporting de Gijón · España | 2.ª           | 2017-18       | 17              | 2               | —  | — | — | — | 17  | 2  |
| Real Sporting de Gijón · España | Total club    | Total club    | 17              | 2               | 0  | 0 | 0 | 0 | 17  | 2  |
| C. D. Tenerife · España         | 2.ª           | 2018-19       | 31              | 4               | 1  | 0 | — | — | 32  | 4  |
| C. D. Tenerife · España         | Total club    | Total club    | 76              | 18              | 1  | 0 | 0 | 0 | 77  | 18 |
| Cádiz C. F. · España            | 2.ª           | 2019-20       | 29              | 3               | 1  | 0 | — | — | 30  | 3  |
| Cádiz C. F. · España            | 1.ª           | 2020-21       | 1               | 0               | 1  | 0 | — | — | 2   | 0  |
| Cádiz C. F. · España            | Total club    | Total club    | 30              | 3               | 2  | 0 | 0 | 0 | 32  | 3  |
| U. D. Logroñés · España         | 2.ª           | 2020-21       | 19              | 1               | —  | — | — | — | 19  | 1  |
| U. D. Logroñés · España         | Total club    | Total club    | 19              | 1               | 0  | 0 | 0 | 0 | 19  | 1  |
| Real Zaragoza · España          | 2.ª           | 2021-22       | 23              | 2               | 0  | 0 | — | — | 23  | 2  |
| Real Zaragoza · España          | Total club    | Total club    | 23              | 2               | 0  | 0 | 0 | 0 | 23  | 2  |
| Total carrera                   | Total carrera | Total carrera | 202             | 30              | 17 | 3 | 0 | 0 | 219 | 33 |
| 1.                              |               |               |                 |                 |    |   |   |   |     |    |